# Турчина, Зинаида Михайловна
Зинаи́да Миха́йловна Турчина́ (в девичестве — Столитенко, род. 17 мая 1946, Киев) — советская и украинская гандболистка, двукратная олимпийская чемпионка, двукратная чемпионка мира, многократная обладательница Кубка европейских чемпионов и многократная чемпионка СССР. Заслуженный мастер спорта СССР (1972). Выступала за киевский «Спартак». За сборную СССР с 1965 года по 1988 год провела более 500 матчей.
В 2000 году в результате опроса, проведённого Международной федерацией гандбола, была признана лучшей гандболисткой планеты в XX веке.
С 1993 года — президент гандбольного клуба «Киев-Спартак».

## Биография
В 1965 году Зинаида Столитенко вышла замуж за главного тренера своего клуба Игоря Турчина (1936—1993). По её воспоминаниям, в Турчина тогда была влюблена вся команда, и, узнав, что тренер сделал предложение Зинаиде, игроки объявили ей бойкот, продолжавшийся пока Турчин не пресёк это. В 1971 году у них родилась дочь Наталья, а в 1983 году — сын Михаил.

## Карьера
Зинаида Столитенко школьницей начала тренироваться вместе с подругами Игорем Турчиным[уточнить] с 1959 года, через 3 года их стараниями был основан «Спартак». Она играла в клубе без перерыва до 1994 года (с 1990 — как играющий тренер), с 1989 года выступала вместе с дочерью. Зинаида Турчина выиграла 20 чемпионатов СССР, 1 чемпионат Украины, 13 Кубков европейских чемпионов (что является рекордом турнира). В 1994—1996 годах была главным тренером клуба и сборной Украины. С 1993 года является президентом «Спартака».

## Государственные награды
СССР
- - Орден Трудового Красного Знамени
  - Орден «Знак Почёта»
  - орден Дружбы народов

Украина
- - Орден княгини Ольги 1-й[4], 2-й'[5] и 3-й[6] степени
  - Орден «За заслуги» III степени[7]

## Цитаты о Зинаиде Турчиной
Газета «Спорт-Экспресс», 2008 год

Её называли королевой площадки и гроссмейстером мяча. Она имела удивительный дар читать игру с листа и выбирать самый удачный из возможных вариантов завершения атаки. Все вратари мира содрогались при одном только имени Зинаида Турчина. Такой снайпер-диспетчер больше не появлялся не только на нашем спортивном небосклоне, но и на мировом. Подтянутая и энергичная — она не изменяет своей чемпионской осанке и сегодня. А в том, что касается воли к победе, она может дать фору любой из гандболисток нынешнего поколения киевского «Спартака».